# Alex Pritchard
Pour les articles homonymes, voir Pritchard.
Alex Pritchard, né le 3 mai 1993 à Orsett, est un footballeur anglais qui évolue au poste de milieu de terrain à Sivasspor.

## Biographie
Le 1er février 2016, il est prêté à West Bromwich Albion.
Le 4 août 2016, il s'engage pour quatre ans avec Norwich City.
Le 12 janvier 2018, Pritchard s'engage pour trois ans et demi avec Huddersfield Town.
Le 9 juillet 2021, il rejoint Sunderland.
Le 1er février 2024, il rejoint Birmingham City.

## Palmarès

### Distinctions individuelles
- Membre de l'équipe-type de deuxième division anglaise en 2015.